# Jedlíci brambor
Jedlíci brambor (nizozemsky De Aardappeleters) je olejomalba nizozemského malíře Vincenta van Gogha namalovaná v dubnu 1885 v Nuenenu v Nizozemsku. Nachází se ve Van Goghově muzeu v Amsterdamu. Původní olejová skica obrazu se nachází v muzeu Kröllerové-Müllerové v Otterlo a autor vytvořil také litografie obrazu, které jsou uloženy ve sbírkách různých muzeí, včetně Muzea moderního umění v New Yorku. Obraz je považován za jedno z van Goghových mistrovských děl.

## Pozadí
Během března a začátkem dubna 1885 van Gogh skicoval studie k obrazu a dopisoval si se svým bratrem Theem, který nebyl nadšen jeho současnou prací ani skicami, které mu van Gogh posílal do Paříže. Na obraze pracoval od 13. dubna do začátku května, kdy byl z větší části hotov, až na drobné změny, které provedl později téhož roku.
Van Gogh řekl, že chtěl zobrazit rolníky takové, jací skutečně jsou. Záměrně si vybral hrubé a ošklivé modely v domnění, že v hotovém díle budou působit přirozeně a nezkaženě.
V dopise své sestře Willemině, který napsal v roce 1887, van Gogh stále považoval Jedlíky brambor za svůj nejúspěšnější obraz: „O svém díle si myslím, že obraz rolníků pojídajících brambory, který jsem namaloval v Nuenenu, je nakonec to nejlepší, co jsem udělal“. Dílo však brzy po jeho namalování kritizoval jeho přítel Anthon van Rappard. To byla rána pro van Goghovo sebevědomí začínajícího umělce a příteli v červenci 1885 odepsal: „Ty... jsi neměl právo odsoudit mé dílo takovým způsobem, jakým jsi to udělal“. V srpnu 1885 mu ještě napsal: „Vždycky dělám to, co ještě neumím, abych se to naučil dělat“.
Je známo, že Vincent van Gogh obdivoval belgického malíře Charlese de Groux a zejména jeho dílo Požehnání před večeří. De Grouxovo dílo je slavnostním vyobrazením rolnické rodiny, která se modlí před večeří. Obraz byl úzce spjat s křesťanským zobrazením Poslední večeře. Van Goghovo dílo Jedlíci brambor bylo inspirováno tímto de Grouxovým dílem a podobné náboženské konotace lze identifikovat i ve van Goghově tvorbě.